# Hugues Boucher
Hugues Boucher est un acteur français.
Il a été formé en 1994au Conservatoire national supérieur d'art dramatique après avoir suivi[Quand ?] la classe libre du Cours Florent, école où il enseigne aujourd'hui[Quand ?] le théâtre.

## Filmographie
- 1994 : Les Yeux d'Hélène (série télévisée) : Luc, le cuisinier
- 1999 : Joséphine ange gardien (série télévisée) : Francis
- 2007 : Paris, enquêtes criminelles (série télévisée) : le capitaine #2
- 2007 : Cherche fiancé tous frais payés : le DJ
- 2007 : Section de recherches, (série télévisée) un épisode : Jacques Talais
- 2007 : L'Invité (film, cinéma) : le candidat entretien de recrutement #12
- 2008 - 2009 : Plus belle la vie (série télévisée) : Aurélien Deschamps
- 2008 : Ca$h : l'homme d'affaires
- 2008 : La Très Très Grande Entreprise : le fleuriste Franc
- 2008 : Les Bougon (série télévisée) : le candidat Martin Dufour
- 2014 : Maintenant ou jamais
- 2014 : Les Souvenirs : collègue de Michel
- 2015 : Les Revenants (série télévisée) : le géologue
- 2019 : Le Temps est assassin (mini-série télévisée) : Capitaine Mauclair

## Doublage

### Cinéma

#### Films
- 2021 : Restart the Earth : Yang Hao (Mickey He (en))
- 2022 : Sous sa coupe (en) : voix additionnelles
- 2022 : Double vice : voix additionnelles
- 2023 : Les Chevaliers du Zodiaque : voix additionnelles

#### Films d'animation
- 2023 : L'Éléphante du magicien : voix additionnelles
- 2023 : Nina et le Secret du hérisson : Gustavo (création de voix)

### Télévision

#### Séries télévisées
- Odd-Magnus Williamson (no) dans :
  - Ragnarök (2020-2023) : Erik (11 épisodes)
  - MILF of Norway (sv) (2024) : Jon
- 2022 : Échos : voix additionnelles (mini-série)
- 2022 : Mo : voix additionnelles
- 2022 : A Spy Among Friends (en) : voix additionnelles (mini-série)
- 2022 : L'Écume de la guerre (no) : voix additionnelles (mini-série)
- 2023 : Dom : voix additionnelles (saison 2)
- 2024 : A Killer Paradox (en) : voix additionnelles
- 2024 : Wonderboys (it) : Ciro (Marco Mario de Notaris (it))
- 2025 : La Chasse aux Gringos (es) : voix additionnelles

#### Séries d'animation
- 2024 : Rising Impact : Hitomi Katase

## Théâtre
- 2001 : La Souricière d'Agatha Christie, mise en scène Gérard Moulevrier

## Livre audio
- Joël Dicker, Les derniers jours de nos pères (lu par Hugues Boucher), éd. Audiolib, Paris, 2015, 2 disques compacts (durée : 12 h 53),  (ISBN 9782356419927).